# 法布里亚诺主教座堂

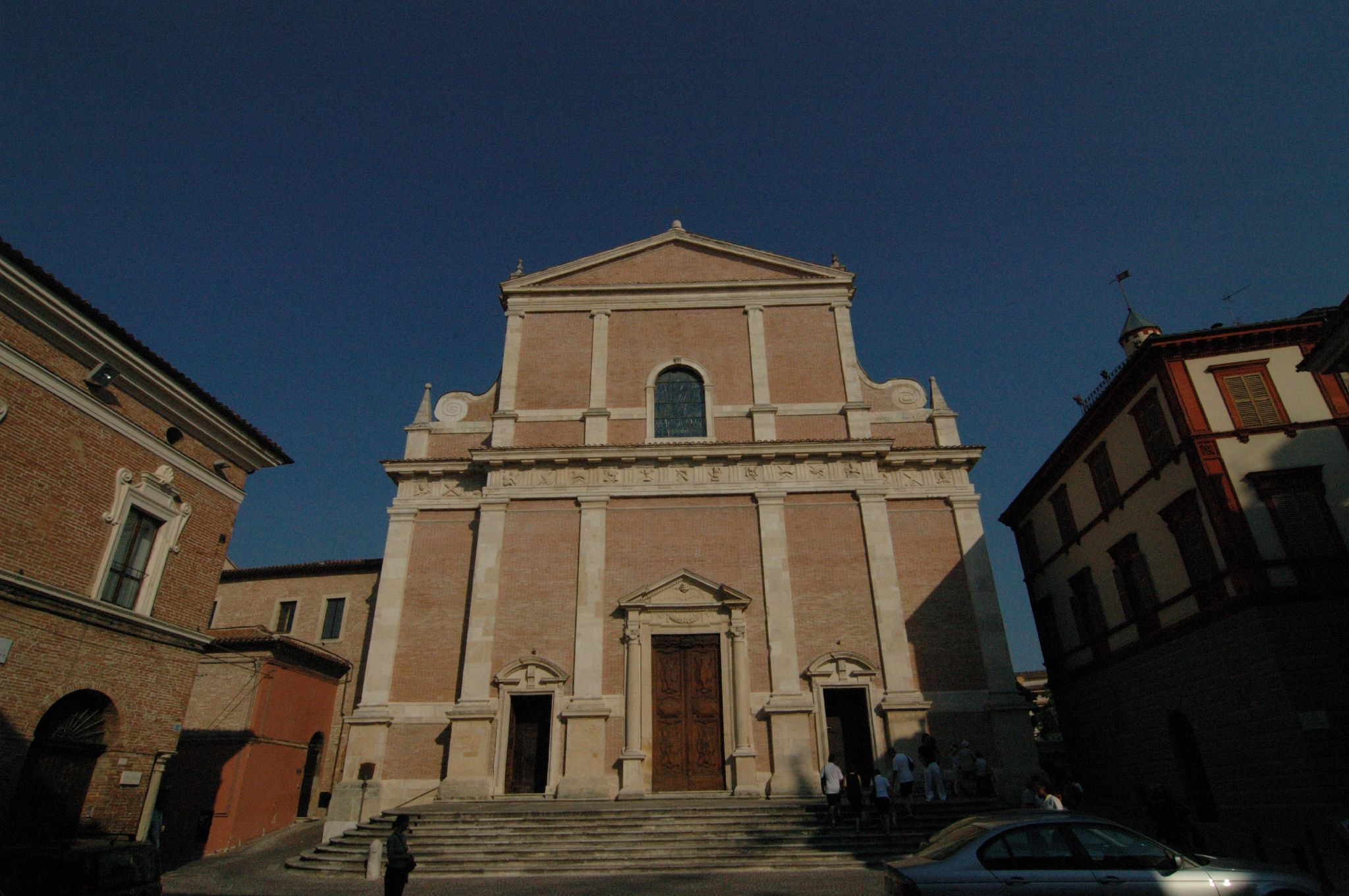

法布里亚诺圣万南修主教座堂（義大利語：  Duomo di Fabriano, Cattedrale di San Venanzio) 是天主教法布里亚诺-马泰利卡教区的主教座堂，位于 意大利 马尔凯大区安科纳省 法布里亚诺，供奉圣万南修。
现在的教堂建于 14 世纪，重建于1607-1617 年，采用巴洛克式风格，包括奥拉齐奥真蒂莱斯基 等人的灰泥装饰和绘画。14 世纪的原物包括半圆形后殿、回廊和圣老楞佐小堂以及努齐奥的湿壁画（约 1360 年）。堂内还有乔瓦尼·迪·科拉杜乔的湿壁画《真十字架》 (1415) 。